# Damien Girard
Damien Girard (Tours, 14 december 2001) is een Frans wielrenner die anno 2024 rijdt bij Nice Métropole Côte d'Azur.

## Carrière
Als tweedejaars junior werd Girard onder meer elfde in het nationale kampioenschap tijdrijden en zestiende in de Chrono des Nations. Een jaar later maakte hij, als eerstejaars belofte, de overstap naar CC Nogent-sur-Oise, een Frans amateurteam. Namens die ploeg behaalde hij meerdere overwinningen en ereplaatsen in het Franse amateurcircuit.
In 2023 maakte Girard de overstap naar Nice Métropole Côte d'Azur. Namens die ploeg maakte hij deel uit van de vroege vlucht in zowel de Tro Bro Léon als de Ronde van de Apennijnen. In oktober van dat jaar stond hij aan de start van Parijs-Tours, waar hij de finish niet haalde. In januari 2024 werd hij tiende in de Grote Prijs La Marseillaise, de Franse seizoensopener die deeluitmaakt van de Coupe de France

## Overwinningen
2024
4e etappe Ronde van Marokko
2025
Bergklassement Ronde van de Provence

## Ploegen
- 2023 –  Nice Métropole Côte d'Azur
- 2024 –  Nice Métropole Côte d'Azur
- 2025 –  Nice Métropole Côte d'Azur

Couanon · Crommelinck · Girard · Hennequin · Knecht · Konijn · Le Ny · Léonien · Mifsud · Narbonne Zucarelli